# Latoucheornis siemsseni
Latoucheornis siemsseni là một loài chim trong họ Emberizidae.

## Phân bố và môi trường sống
Đây là loài đặc hữu của Trung Quốc.